# 長善寺 (枕崎市)
長善寺（ちょうぜんじ）は鹿児島県枕崎市にかつて存在した曹洞宗の寺。山号は「福寿山」であった。
元々は喜入にあった寺を移転したという説と、元からこの地にあったという説があって判然としない。島津氏分家の一つ・喜入氏の菩提寺であり、喜入氏がこの地に移された慶長6年（1601年）以降、喜入氏の菩提寺として栄えた。しかし明治2年の廃仏毀釈で廃寺となった。跡地は学校として再利用されたが、その学校も移転・廃校となったため、現在は喜入氏歴代の墓だけが残るだけとなっている。
喜入氏歴代の墓には鹿児島県では珍しい土饅頭型の墓が3基見られる。
座標: 北緯31度17分36秒 東経130度17分47秒 / 北緯31.29344度 東経130.29633度